# Eric Maluenda
Eric Maluenda González (Oficina Salitrera Pedro de Valdivia, 12 de noviembre de 1952-Santiago de Chile, 3 de octubre de 2005)[cita requerida] fue un músico percusionista, vientista y cantante chileno.

## Biografía

### Infancia y juventud
Nació en la Oficina Salitrera Pedro de Valdivia, un poblado cercano a Tocopilla en el Norte Grande de Chile. Desde pequeño participaba como bailarín y músico en la Fiesta de la Tirana.
En la década de 1970 ingresa a la Universidad del Norte a estudiar ingeniería eléctrica. Allí se une al grupo folcklórico Tambo Altiplánico, de su facultad.

### Carrera musical

#### En Illapu: 1974-2003
En 1974 se une al grupo Illapu, con el cual forjaría la mayor parte de su carrera. Comienza a ganarse la aceptación del público gracias a su aguda tesitura que resaltaba en muchas canciones. En 1975 participa en su primera grabación de un disco, titulado Chungará.
Con el paso de los años, continuó su participación en Illapu, trabajando en los discos Despedida del pueblo (1976), Raza Brava (1977), Canto vivo (1978), El Grito de la raza (1979) y El canto de Illapu (1981).
El 7 de octubre de 1981, debido a la dictadura de Augusto Pinochet, fue forzado al exilio, por lo que junto a Illapu se debió radicar en Francia, posteriormente en México (1985). Durante esos años participó en la grabación de los discos Y es nuestra (1982), ...De libertad y amor (1984) y Para seguir viviendo (1988).
El 17 de septiembre de 1988 vuelve a Chile, participa en el masivo recital en el Parque La Bandera, concierto que sería grabado y posteriormente lanzado en un disco en el año 1989.
En los años noventa participó en la grabación de los discos Vuelvo amor... Vuelvo vida (1991), En estos días (1993), Multitudes (1995), Morena Esperanza (1998). Entre los años 1996 y 1997 sufrió varios infartos cardíacos.
En el 2002 grabó su último disco con Illapu. Se alejó de la banda en febrero del 2003, debido a su discrepancia con la decisión de radicarse en México. Dejó la banda definitivamente en mayo de ese mismo año.

#### En Arak Pacha: 2003-2005
Se integró al conjunto Arak Pacha, debutando el 1 de agosto en el Teatro Cariola. Posteriormente, continuó dando conciertos con ese grupo.
En octubre del 2004, debido a la posibilidad de perder su casa (la cual había hipotecado para financiar sus operaciones), muchas bandas participan en un concierto solidario, entre ellos participaron Los Jaivas, Arak Pacha, Quelentaro, Quique Neira. Se mantuvo dando conciertos hasta el año 2005, cuando en agosto tuvo que ser hospitalizado por una trombosis.

### Fallecimiento
Producto de la trombosis, Maluenda falleció el 3 de octubre de 2005 por un infarto cardíaco.
Luego de su muerte, en 2006 Arak Pacha publicó un disco titulado Inmortal, donde muchos de los temas fueron compuestos por Eric y que fue terminado en su memoria. Eric había participado en las grabaciones de este disco antes de su hospitalización y su fallecimiento. Actualmente sus cenizas descansan en su tierra natal (Oficina Salitrera Pedro de Valdivia).[cita requerida]

## Sus especialidades
Se especializaba en variados instrumentos de percusión, como congas, bongó, cajón peruano, bombo legüero, batería electrónica, entre otros. Al mismo tiempo que percutía con el bombo, podía tocar las zampoñas. También tenía conocimiento de charango, guitarra, quena, bajo, palahuito, trutruca y ocarina.
Por su tesitura es considerado Tenor y Contratenor y destacaba en muchas canciones de su repertorio. Canciones que interpretó como solista fueron "Baguala india", "Carnaval de Chiapa", "Cuarto reino, Cuarto Reich", "Mi Primer Sueño de Amor", "Que va a ser de ti", " No te Salves" y "Juegan a Reinas", de Illapu.

## Discografía

### ConIllapu
- 1975: Chungará
- 1976: Despedida del pueblo
- 1977: Raza brava
- 1978: Canto vivo
- 1979: El grito de la raza
- 1981: El canto de Illapu
- 1982: Y es nuestra
- 1984: De libertad y amor
- 1986: Para seguir viviendo
- 1991: Vuelvo amor... Vuelvo vida
- 1993: En estos días
- 1995: Multitudes
- 1998: Morena esperanza
- 2002: Illapu

### ConArak Pacha
- 2006: Inmortal